# Adesmia (plante)
Pour l’article homonyme, voir Adesmia.
Genre
Adesmia est un genre de plantes à fleurs de la famille des Fabaceae.

## Liste d'espèces
Selon Catalogue of Life (23 janv. 2013) :
- Adesmia aconcaguensis
- Adesmia acuta
- Adesmia adrianii
- Adesmia aegiceras
- Adesmia ameghinoi
- Adesmia aphanantha
- Adesmia aphylla
- Adesmia arachnipes
- Adesmia araucana
- Adesmia araujoi
- Adesmia arenicola
- Adesmia argentea
- Adesmia argyrophylla
- Adesmia aromatica
- Adesmia aspera
- Adesmia atacamensis
- Adesmia atuelensis
- Adesmia aucaensis
- Adesmia aueri
- Adesmia augustii
- Adesmia aurantiaca
- Adesmia axillaris
- Adesmia balsamica
- Adesmia bedwellii
- Adesmia bicolor
- Adesmia bijuga
- Adesmia boelckeana
- Adesmia bonariensis
- Adesmia boronioides
- Adesmia brachysemeon
- Adesmia bracteata
- Adesmia brevivexillata
- Adesmia burkartii
- Adesmia cabrerae
- Adesmia caespitosa
- Adesmia calycicomosa
- Adesmia candida
- Adesmia canescens
- Adesmia capitellata
- Adesmia ciliata
- Adesmia codonocalyx
- Adesmia colinensis
- Adesmia coluteoides
- Adesmia concinna
- Adesmia conferta
- Adesmia confusa
- Adesmia coquimbensis
- Adesmia cordobensis
- Adesmia coronilloides
- Adesmia corymbosa
- Adesmia crassicaulis
- Adesmia cuneata
- Adesmia curvifolia
- Adesmia cytisoides
- Adesmia darapskyana
- Adesmia davilae
- Adesmia denticulata
- Adesmia denudata
- Adesmia dessaueri
- Adesmia dichotoma
- Adesmia digitata
- Adesmia disperma
- Adesmia dumosa
- Adesmia echinus
- Adesmia elata
- Adesmia elegans
- Adesmia emarginata
- Adesmia eremophila
- Adesmia erinacea
- Adesmia exilis
- Adesmia fabrisii
- Adesmia filicaulis
- Adesmia filifolia
- Adesmia filipes
- Adesmia friesii
- Adesmia frigida
- Adesmia fuentesii
- Adesmia gayana
- Adesmia germainii
- Adesmia glandulifera
- Adesmia glauca
- Adesmia glaucescens
- Adesmia glomerula
- Adesmia glutinosa
- Adesmia godoyae
- Adesmia gracilis
- Adesmia gracillima
- Adesmia graminidea
- Adesmia grandiflora
- Adesmia guttulifera
- Adesmia hemisphaerica
- Adesmia hirsuta
- Adesmia hispidula
- Adesmia horrida
- Adesmia hunzikeri
- Adesmia hystrix
- Adesmia incana
- Adesmia inconspicua
- Adesmia inflexa
- Adesmia jilesiana
- Adesmia kingii
- Adesmia lanata
- Adesmia latifolia
- Adesmia laxa
- Adesmia leiocarpa
- Adesmia leptobotrys
- Adesmia lihuelensis
- Adesmia littoralis
- Adesmia longipes
- Adesmia longiseta
- Adesmia lotoides
- Adesmia loudonia
- Adesmia macrostachya
- Adesmia medinae
- Adesmia melanocaulos
- Adesmia melanthes
- Adesmia mendozana
- Adesmia micrantha
- Adesmia microcalyx
- Adesmia microphylla
- Adesmia minor
- Adesmia miraflorensis
- Adesmia monosperma
- Adesmia montana
- Adesmia mucronata
- Adesmia multicuspis
- Adesmia muricata
- Adesmia nana
- Adesmia nanolignea
- Adesmia neglecta
- Adesmia nordenskioldii
- Adesmia obcordata
- Adesmia obovata
- Adesmia obscura
- Adesmia occulta
- Adesmia odontophylla
- Adesmia pampeana
- Adesmia papposa
- Adesmia paranensis
- Adesmia parviflora
- Adesmia parvifolia
- Adesmia patagonica
- Adesmia patancana
- Adesmia pauciflora
- Adesmia pearcei
- Adesmia pedicellata
- Adesmia pentaphylla
- Adesmia peraltae
- Adesmia phylloidea
- Adesmia pinifolia
- Adesmia pirionii
- Adesmia polygaloides
- Adesmia polyphylla
- Adesmia propinqua
- Adesmia prostrata
- Adesmia pseudincana
- Adesmia pseudogrisea
- Adesmia psoraleoides
- Adesmia pumahuasiana
- Adesmia pumila
- Adesmia punctata
- Adesmia pungens
- Adesmia pusilla
- Adesmia quadripinnata
- Adesmia radicifolia
- Adesmia ragonesei
- Adesmia rahmeri
- Adesmia ramosissima
- Adesmia reclinata
- Adesmia reitziana
- Adesmia renjifoana
- Adesmia resinosa
- Adesmia retrofracta
- Adesmia retusa
- Adesmia riojana
- Adesmia rocinhensis
- Adesmia rubroviridis
- Adesmia ruiz-lealii
- Adesmia salamancensis
- Adesmia salicornioides
- Adesmia sandwithii
- Adesmia sanjuanensis
- Adesmia schickendanztii
- Adesmia schneideri
- Adesmia securigerifolia
- Adesmia serrana
- Adesmia sessiliflora
- Adesmia silvestrii
- Adesmia smithiae
- Adesmia spinosissima
- Adesmia spuma
- Adesmia stenocaulon
- Adesmia subnuda
- Adesmia subsericea
- Adesmia subterranea
- Adesmia suffocata
- Adesmia tehuelcha
- Adesmia tenella
- Adesmia tomentosa
- Adesmia torcae
- Adesmia trifoliata
- Adesmia trifoliolata
- Adesmia trijuga
- Adesmia tristis
- Adesmia tucumanensis
- Adesmia tunuianica
- Adesmia unifoliolata
- Adesmia uspallatensis
- Adesmia verrucosa
- Adesmia villosa
- Adesmia virens
- Adesmia viscida
- Adesmia viscidissima
- Adesmia viscosa
- Adesmia volckmannii
- Adesmia zoellneri

Selon ITIS (23 janv. 2013) :
- Adesmia bicolor (Poir.) DC.
- Adesmia filifolia Clos
- Adesmia incana Vogel
- Adesmia microphylla Hook. & Arn.
- Adesmia muricata (Jacq.) DC.
- Adesmia tenella Hook. & Arn.